# چیمنوشیه
چیمنوشیه (به لهستانی:  Ciemnoszyje) یک روستا در لهستان است که در گمینا گرایوو واقع شده‌است.